# Комсомольский (Озинский район)
Комсомольский — хутор в Озинском районе Саратовской области. Входит в состав сельского поселения Заволжское муниципальное образование.

## География
Находится  на расстоянии примерно 41 километр по прямой на северо-восток от районного центра поселка Озинки.

## История
Основан в 1954 году.

## Население
Население составляло 89 человек в 2002 году (казахи 75%), 59 в 2010.

## Инфраструктура
Имеется фельдшерско-акушерский пункт.